# Distrikt Tres Unidos
Der Distrikt Tres Unidos liegt in der Provinz Picota in der Region San Martín in Nordzentral-Peru. Der Distrikt wurde am 19. Februar 1965 gegründet. Er besitzt eine Fläche von 371 km². Beim Zensus 2017 wurden 4140 Einwohner gezählt. Im Jahr 1993 lag die Einwohnerzahl bei 2431, im Jahr 2007 bei 4084. Sitz der Distriktverwaltung ist die 233 m hoch gelegene Ortschaft Tres Unidos mit 1914 Einwohnern (Stand 2017). Tres Unidos befindet sich 16,5 km nordöstlich der Provinzhauptstadt Picota.

## Geographische Lage
Der Distrikt Tres Unidos liegt in den östlichen Voranden im Nordosten der Provinz Picota. Das Areal befindet sich östlich des Río Huallaga. Dessen rechter Nebenfluss Quebrada Mishquiyacu entwässert das Gebiet in westnordwestlicher Richtung.
Der Distrikt Tres Unidos grenzt im Süden und im Südwesten an die Distrikte Shamboyacu, Tingo de Ponasa und Pucacaca, im Westen an den Distrikt Pilluana, im Nordwesten an den Distrikt Sauce (Provinz San Martín), im Nordosten an den Distrikt Chazuta (ebenfalls in der Provinz San Martín) sowie im Osten an den Distrikt Pampa Hermosa (Provinz Ucayali).

## Ortschaften
Im Distrikt gibt es neben dem Hauptort folgende größere Ortschaften:
- Alto San Juan (266 Einwohner)
- Bello Horizonte (218 Einwohner)
- Jonavi Paraiso (290 Einwohner)